# Cairn de cambres d'Unstan
El Cairn de cambres d'Unstan (o Onstan, o Onston) és un cairn neolític situat a uns 3 km al nord-est d'Stromness, a Mainland, Escòcia. La tomba es va construir en un petit turó que s'estén al llac de Stenness, a prop de l'assentament de Howe. El Cairn d'Unstan és notable perquè és un híbrid atípic dels dos principals tipus de cairns de cambra trobats a les Illes Òrcades, i per ser el lloc on es va descobrir per primera volta un tipus de ceràmica que ara duu el nom de la tomba.

## Descripció
La tomba és un exemple molt ben conservat, i un espècimen inusual, d'un cairn amb cambres d'Orkney-Cromarty. Les primeres versions d'aquesta mena de tomba es troben a Caithness, i en general consten de no més de quatre compartiments. A les Illes Òrcades, les tombes esdevingueren com més anava més elaborades; el nombre de compartiments va arribar a un màxim de catorze al Knowe de Ramsay, a Rousay. Unstan és un exemple més modest de la forma amb cinc cambres a l'entorn d'un corredor de 6,4 m de longitud. Com la majoria de les tombes de les Illes Òrcades, el sostre originari ha desaparegut, i ha estat reemplaçat per una moderna cúpula de formigó que protegeix el cairn. Els murs restants s'alcen fins a quasi 2 metres i són fets de lloselles autòctones que provenen del gres roig antic d'Old Red Sandstone.
Unstan és un exemple atípic de cairn per diferents aspectes: primer, el túmul funerari, que cobria la tomba és circular, de 13 m de diàmetre, en lloc de la forma oblonga o rectangular habitual. En segon lloc, el túmul és redó perquè la tomba conté una cambra lateral, una característica més comuna en les tombes de tipus de Maeshowe. Tercerament, la cambra principal no s'obri pas al final del passadís, com en les típiques tombes compartimentades, sinó al llarg d'un costat. Això també és més característic de les tombes de Maeshowe. El túmul és construït amb dues o tres fileres concèntriques de pedra.
Les tombes properes a Unstan, i aquesta, degueren construir-se entre el 3400 i 2800 abans de la nostra era.
Unstan també és notable perquè s'hi trobà al 1884 un estil distintiu de ceràmica. Aquests atuells ara es coneixen com a ceràmica Unstan, que consta d'elegants bols poc profunds amb una banda de patrons estriats sota la vora, creats amb una tècnica coneguda com a stab-and-drag (punxa i arrossega). Una segona versió en són els bols sense decorar, de fons redó. Alguns dels bols tenien trossos de roca volcànica dins l'argila per a fer-los més forts. Després de la cocció, s'hi empraven eines d'os per a polir la superfície i fer-la brillant i impermeable. En la tomba es van trobar bocins de vint o trenta bols, i molts n'eren de ceràmica Unstan. Els recipients els degueren trencar intencionadament per a incloure'ls amb els morts. Aquests bols ja estaven usats i alguns, per exemple, tenien impressions de grans d'ordi. Alguns atuells reconstruïts es troben al Museu Nacional d'Escòcia.
Es trobaren restes humanes a Unstan: dos esquelets encongits a la cel·la lateral, alguns més en el compartiment principal, i ossos escampats per la resta de la tomba. També s'hi trobaren ossos d'animals i carbó.
És possible que el cairn d'Unstan es fes servir fins ben entrat el segon mil·lenni abans de la nostra era. A la tomba aparegué una punta de sageta que és característica de la cultura del got campaniforme, que s'estén des del Neolític tardà fins a l'edat del bronze. A més a més, els enterraments en posició encongida no són propis del Neolític.
La cúpula de formigó actual és feta en la dècada dels 1930.

## Topònim
El segon element del nom, stan o ston, prové d'una versió típica dels pobles indígenes de les Illes Òrcades, de la paraula norrena stadr, que significa 'assentament agrícola'.

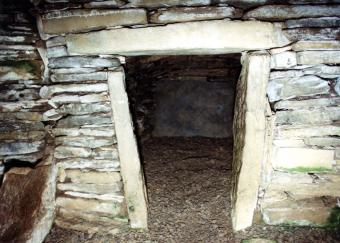
Entrada al passadís principal del cairn de cambres d'Unstan

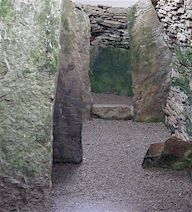
Corredor principal del cairn de cambres d'Unstan